# Kirchenbezirk Kraichgau
Der Evangelische Kirchenbezirk Kraichgau (auch Evangelisches Dekanat Kraichgau) ist einer von 24 Kirchenbezirken bzw. Dekanaten der Evangelischen Landeskirche in Baden. Er gehört zum Kirchenkreis Nordbaden und umfasst 46 Kirchengemeinden mit 28 Pfarrstellen.

## Lage
Der Kirchenbezirk Kraichgau liegt geographisch zwischen Stromberg im Süden, Odenwald im Norden, Neckar im Osten und Rheinebene im Westen. Er hat in etwa die Ausdehnung des alten Landkreises Sinsheim bis zur Kreisreform Anfang der 1970er Jahre und ist eingebunden in die drei Ballungszentren Heidelberg/Mannheim, Karlsruhe und Heilbronn/Stuttgart. Sein Gebiet umfasst den südöstlichen Teil des Rhein-Neckar-Kreises und den nordöstlichen Teil des Landkreises Heilbronn.
Der Kirchenbezirk grenzt im Norden an den Kirchenbezirk Neckargemünd-Eberbach, im Nordosten an den Kirchenbezirk Mosbach, im Südwesten an den Kirchenbezirk Bretten-Bruchsal und im Westen an den Kirchenbezirk Südliche Kurpfalz.

## Geschichte
Im Rahmen der Neugliederung des evangelischen Kirchenwesens im Großherzogtum Baden wurden 1810 als zwei von zunächst 35 Dekanaten die Dekanate Eppingen und Sinsheim gegründet. Das Dekanat Eppingen wurde später wieder aufgehoben, 1975 aber als Kirchenbezirk Eppingen-Bad Rappenau neu errichtet. Zum 1. Januar 2005 fusionierten die beiden Kirchenbezirke Eppingen-Bad Rappenau und Sinsheim zum Kirchenbezirk Kraichgau.

## Kirchengemeinden
Der Kirchenbezirk gliedert sich in die folgenden 46 Kirchengemeinden: Adelshofen, Adersbach, Angelbachtal, Babstadt, Bad Rappenau, Bargen, Berwangen, Daisbach, Dühren, Ehrstädt, Elsenz, Epfenbach, Eppingen, Eschelbach, Eschelbronn, Flinsbach, Gemmingen, Grombach, Hasselbach, Heinsheim, Helmhof, Helmstadt, Hilsbach, Hoffenheim, Ittlingen, Kirchardt, Mühlbach, Mühlhausen, Neckarbischofsheim, Neidenstein, Obergimpern, Reichartshausen, Reihen, Richen, Rohrbach a. G., Rohrbach/Snh., Siegelsbach, Sinsheim, Spechbach, Stebbach, Steinsfurt, Tairnbach, Treschklingen, Untergimpern, Waibstadt, Waldangelloch, Weiler, Wollenberg und Zuzenhausen.

## Organisationsstruktur
Die Gemeinden des Kirchenbezirks besitzen die Rechte einer Körperschaft des öffentlichen Rechts. In den jeweiligen Kirchengemeinden wird alle sechs Jahre ein Kirchengemeinderat gewählt. Dieser verwaltet gemeinsam mit dem betreuenden Pfarrer bzw. der betreuenden Pfarrerin die Kirchengemeinde. Üblicherweise werden mehrere Kirchengemeinden von einem Pfarramt betreut. 

## Ökumenische Zusammenarbeit
Der Kirchenbezirk arbeitet im Rat der Religionen Sinsheim mit und unterhält gute Beziehungen zum römisch-katholischen Dekanat Kraichgau, dessen Gebiet teilweise deckungsgleich mit dem evangelischen Kirchenbezirk ist.